# رودريغو بيريرا
رودريغو بيريرا (بالإسبانية: Rodrigo Pereira)‏ (10 مايو 1982 في تشيلي - ) هو مدرب كرة قدم ولاعب كرة قدم تشيلي في مركز الهجوم. لعب مع لوتا شفاغر ‏ وديبورتيس ماجالانز.

## وصلات خارجية
- رودريغو بيريرا على موقع قاعدة بيانات كرة القدم.إي يو (الإنجليزية)
- رودريغو بيريرا على موقع Soccerway.com (الإنجليزية)